# 大尚塔爾島
大尚塔爾島，又稱格布特島，是俄羅斯的島嶼，屬於尚塔爾群島的一部分，由哈巴羅夫斯克邊疆區負責管轄，位於鄂霍次克海，長72公里、寬49公里，面積1,766平方公里，最高點海拔高度720米。

## 外部連結
- Location（页面存档备份，存于）
- Picture[永久]
- Bear kills camper in Bolshoy Shantar Island（页面存档备份，存于）

54°56′N 137°30′E / 54.933°N 137.500°E
1. ↑  谭, 其骧. . 中国地图出版社.